# Parafia św. Jerzego Męczennika w Nowej Rudzie
Parafia św. Jerzego Męczennika w Nowej Rudzie – rzymskokatolicka parafia znajdująca się w Nowej Rudzie, w diecezji grodzieńskiej, w dekanacie Grodno-Wschód, na Białorusi. Parafię prowadzą redemptoryści.

## Historia
Kaplica w Nowej Rudzie należąca do parafii Chrystusa Króla w Jeziorach, była czynna w połowie XIX w. Zamknięta została przez władze carskie w wyniku represji popowstaniowych.
W 1914 wybudowano drewniany kościół pw. św. Jerzego Męczennika oraz erygowano parafię w Nowej Rudzie. W latach 30. XX w. świątynia nie mogła już pomieścić wiernych, dlatego zdecydowano o budowie nowego kościoła, oddanego w 1938 do użytku. W latach międzywojennych parafia liczyła ok. 1300 wiernych. Leżała w archidiecezji wileńskiej, w dekanacie Grodno.
Podczas II wojny światowej proboszcz noworudzki ks. Kazimierz Grabowski, kapłan diecezji władywostockiej, został zamordowany przez Niemców.
Po II wojnie światowej Nowa Ruda znalazła się w Związku Sowieckim. Wierni byli prześladowani. W 1951 NKWD aresztowało proboszcza ks. Józefa Grasiewicza. W 1956 ks. Grasiewicz przywiózł z kościoła Świętego Ducha w Wilnie namalowany według wskazówek św. Faustyny obraz Jezu, ufam Tobie Eugeniusza Kazimirowskiego. Obraz pozostał we wsi do 1986, gdy powrócił do Wilna.
W 1970 komuniści zamknęli kościół urządzając w nim skład. Zwrócono go wiernym w 1989. Parafię wówczas objęli redemptoryści. W 90. XX w. rozebrano zbutwiały kościół z 1914.